# 马里乌斯·科兹缪克
马里乌斯·科兹缪克（羅馬尼亞語：Marius Cozmiuc，1992年9月7日—），罗马尼亚男子赛艇运动员。他曾代表罗马尼亚参加2012年、2016年和2020年夏季奥林匹克运动会赛艇比赛，其中2020年奥运会获得一枚银牌。